# قائمة الرموز البريدية في العراق
تم إعادة تشغيل في 24 مايو 2004. ويتم توجيه كل البريد الدولي العراقي من خلال مركز الخدمات الدولي، والذي يقع في مطار بغداد الدولي. يستخدم النظام الجديد خمسة أرقام تتطابق مع العراق.

## محافظة الأنبار31
- الرمادي 31001
- الفلوجة 31002
- القائم 31003
- حديثة 31004
- عنة 31005
- راوة 31006
- هيت 31007
- الحبانية 31008
- الحقلانية 31009
- الخالدية 31010
- الرطبة 31011
- القعقاء 31012
- الكرمة 31013
- البغدادي 31014
- الوليد 31015
- النخيب 31016
- العبيدي 31017
- كبيسة 31018
- طريبيل 31019
- أبو غريب 31020
- سعدة 31021
- عكاشات 31022

## محافظة البصرة61
- البصرة 61001
- الاصمعي 61002
- القبلة 61003
- جامعة البصرة 61004
- صفوان 61005
- خور الزبير 61006
- أبو الخصيب 61007
- المدينة 61008
- الهارثة 61009
- الفاو 61010
- ام قصر 61011
- العز 61012
- حطين 61013
- شط العرب 61014
- الأبلة 61015
- القرنة 61016
- طلحة 61017
- حي الحسين 61018
- الجمهورية 61019
- الدير 61020
- المنطقة الحرة 61021
- حمدان 61022
- ابن الهيثم 61023
- النشوة 61024
- خور الزبير 61025
- رجال الاعمال 61026
- مجمع العبور 61027
- مطار البصرة 61028
- الميثاق 61029
- مدينة البصرة 61030
- مناوي باشا 61031
- حي العباس 61032

## محافظة المثنى66
- السماوة 66001
- الرميثة 66002
- الخضر 66003
- السلمان 66004
- النجمة 66005
- الوركاء 66006
- الهلال 66007
- المجد 66008

## محافظة النجف54
- النجف 54001
- العباسية 54002
- الكوفة 54003
- القادسية 54004
- المناذرة 54005
- المشخاب 54006
- الحيرة 54007

## محافظة القادسية58
- مدينة الديوانية 58001
- جامعة القادسية 58002
- الحمزة 58003
- عفك 58004
- الشنافية 58005
- الشامية 58006
- الدغارة 58007
- غماس 58008
- المهناوية 58009
- الصلاحية 58010
- سومر 58011
- الصويرة 58012
- السنية 58013
- الشافعية 58014
- السدير 58015
- نفر 58016
- الصمود 58017
- التحدي 58018

## محافظة السليمانية46
- السليمانية— 4601
- بختياري—46002
- رزكاري—46003
- عربت—46004
- شاره زور—46005
- حلبجة—46006
- بنجوين—46007
- سيد صادق—46008
- بازيان—46009
- دوكان—46010
- بكره جو—46011
- رانية—46012
- بشدر—46013
- قره داغ—46014
- كويسنجق—46015
- قلعة دزا—46016
- كويه—46017
- حلبجة—46018
- جوارتا—46019
- دربندخان—46020
- كلار—46021
- كفري—46022
- جمجمال—46023

## محافظة كركوك36
- كركوك—36001
- الرياض—36002
- ليلان—36003
- خالد بن الوليد—36004
- الرشاد—36005
- تازة خرماتو—36006
- الحويجة—36007
- داقوق—36008
- الزاب—36009
- الدبس—36010
- العباسي—36011
- الحي الصناعي—36012
- الحي الواسطي—36013
- الحي العسكري—36014
- ألتون كوبري—36015
- الحي الرشيد—36016

## محافظة أربيل44
- أربيل—44001—هەولێر
- جامعة صلاح الدين—44002—زانکۆی سەڵاحەدین
- عنكاوا—44003—عەنکاوە
- مصيف صلاح الدين—44004—هاوینەهەواری سەڵاحەدین
- شقلاوة—44005—شەقڵاوە
- حرير—44006—هەریر
- خليفان—44007—خەلیفان
- سوران—44008—سۆران
- رواندز—44009—ڕواندوز
- جومان—44010—چۆمان
- ناحية كلالة—44011—گڵاڵە
- حاج عمران—44012—حاجی ئۆمەران
- ميركسور—44013—مێرگە سوور
- سيروان—44014—سیروان
- ديبكا—44015—دیبه‌گه‌
- مشتاقة—44016—مشتکە
- ديشتي هوير—44017—دەشتی هوێر
- كلك—44018—کەڵەک
- سوران (العراق)—44019—دیانا
- مخمور—44020—مەخموور
- كوير—44021—كویر
- ألتون كوبري—44022—ئاڵوتوون کوپری

## محافظة بابل51
- الحلة—51001
- جامعة بابل—51002
- باب المشهد—51003
- عشتار—51004
- الإمام—51005
- المسيب—51006
- الإسكندرية—51007
- المحاويل—51008
- المشروع—51009
- ناحية سدة الهندية—51010
- الكفل—51011
- الهاشمية—51012
- القاسم—51013
- الشوملي—51014
- أبي عرق—51015
- المدحتية—51016
- قناة النيل—51017
- الطليعة—51018
- جرف النصر—51019
- الجزائر-51020

## محافظة بغداد10
- بغداد—10001
- الصالحية—10002
- حيفا—10003
- فندق الرشيد—10004
- حي عدن—10005
- الكاظمية—10006
- مستشفى الكلية—10007
- النور—10008
- الحرية—10009
- السلام—10010
- الكرخ—10011
- المأمون—10012
- المنصور—10013
- كلية الرافدين الجامعة—10014
- اليرموك—10015
- العامل—10016
- البياع—10017
- الرسالة—10018
- الانتصار—10019
- الثورة—10020
- الجهاد—10021
- الدورة—10022
- مطار بغداد الدولي—10023
- محطة الشحن—10024
- الرشيد—10044
- الرصافة—10045
- المصارف—10046
- باب المعظم—10047
- الأقصى—10048
- المجمع الطبي—10049
- المجمع الطلابي—10050
- إدارة واقتصاد—10051
- المستنصرية—10052
- الأعظمية—10053
- سبع ابكار—10055
- الشعب—10055
- حمورابي—10056
- 14 تموز—10057
- الفداء—10058
- الصدر—10059
- الخنساء—10060
- البلديات—10061
- بغداد الجديدة—10062
- الضباط—10063
- شارع فلسطين—10064
- المجمع التربوي—10065
- الجامعة التكنولوجية—10066
- كلية المنصور الجامعة—10067
- العلوية—10068
- الكرادة—10069
- الجادرية—10070
- جامعة بغداد—10071
- جامعة النهرين—10072
- الشموخ—10073
- الزعفرانية—10074
- الوحدة—10075
- المدائن—10076
- ناحية الرشيد—10077
- اليوسفية—10078
- المحمودية—10079
- اللطيفية—10080
- أبو غريب—10081
- النصر والسلام—10082
- سبع البور—10083
- الطارمية—10084
- الراشدية—10085
- المتنبي—10086
- الشعب—10087
- الضباط—10088
- العلوية—10089
- الداوودي—10090
- زيونة—10091

## محافظة دهوك42
- دهوك—42001—دهۆک
- زاخو—42002—زاخۆ
- سيميلي—42003—سمیل
- عقرة—42004—ئاکرێ
- بيجيل—42005—بيجيل
- بردرش—42006—بەردەڕەش
- زاويتة—42007—زاوێتە
- العمادية—42008—ئامێدی
- سرسنك—42009—سەرسەنگ
- سولار—42010—سۆلاڤ
- باطوفة—42011—باتيفا
- عين سفني—42012—شێخان
- قسروك-42013 -قسروك

## محافظة ديالى32
- بعقوبة—32001
- المنصورية—32002
- المقدادية—32003
- كفري—32004
- بلدروز—32005
- الخالص—32006
- خانقين—32007
- جلولاء—32008
- مندلي—32009
- قرة تبة—32010
- كنعان—32011
- هبهب—32012
- قزانية—32013
- ناحية أبي صيدا—32014
- السعدية—32015
- بني سعد—32016
- الوجيهية—3201
- السراي—32018
- المنذرية—32019

## محافظة كربلاء56
- كربلاء—56001
- الهندية—56002
- الحسينية—56003
- عين تمر—56004

## محافظة ميسان62
- العمارة—62001
- علي الشرقي—62002
- علي الغربي—62003
- كميت—62004
- المشرح—62005
- الميمونة—62006
- المجر الكبير—62007
- قلعة صالح—62008
- الكحلاء—62009
- العزير—62010
- الإسكان—62011
- السلام —62012

## محافظة نينوى41
- الموصل—41001
- جامعة الموصل—41002
- الزهور—41003
- بلاط الشهداء—41004
- الشراع—41005
- بغديدا—41006
- أبي تمام—41007
- القيارة—41008
- حمام العليل—41009
- تلسقف—41010
- عين سفني—41011
- تلكيف—41012
- بعشيقة—41013
- زمار—41014
- سنجار—41015
- تلعفر—41016
- مخمور—41017
- آثار نينوى—41018
- برطلة—41019
- ألقوش—41020
- النمرود—41021
- الحضر—41022
- البعاج—41023
- الكوير—41024
- ربيعة—41025

## محافظة صلاح الدين34
- تكريت—34001
- الدور—34002
- سعد—34003
- سلمان باك—34004
- الشرقاط—34005
- الدجيل—34006
- بيجي—34007
- الصينية—34008
- طوز خورماتو—34009
- سامراء—34010
- بلد—34011
- ناحية الإسحاقي—34012
- الضلوعية—34013
- الفارس (بامرني)—34014

## محافظة ذي قار64
- الناصرية—64001
- الغراف—64002
- قلعة سكر—64003
- النصر—64004
- الرفاعي—64005
- الفجر—64006
- الشطرة—64007
- الإصلاح—64008
- كرمة بني سعيد—64009
- الفضيلية—64010
- البطحاء—64011
- الدواية—64012
- الحمار—64013
- الفهود—64014
- الجبايش—64015
- سوق الشيوخ—64016

## محافظة واسط52
- الكوت - 52001
- الصويرة- 52002
- الزبيدية - 52003
- بدرة - 52004
- العزيزية - 52005
- العروبة - 52006
- الأحرار - 52007
- شيخ سعد - 52008
- الموفقية - 52009
- النعمانية - 52010
- الحي -5201